# Böxlörvmyrskogen
Böxlörvmyrskogen är ett naturreservat i Sollefteå kommun i Västernorrlands län.
Området är naturskyddat sedan 2020 och är 57 hektar stort. Reservatet ligger sydväst om Åsele och består av granskog, gransumskog och våtmarker.